# Samodzielny Korpus Żandarmów
Samodzielny Korpus Żandarmów (ros. Отдельный корпус жандармов, do 1836 pn. Korpus Żandarmów) – formacja terenowa III Oddziału Kancelarii Osobistej Jego Cesarskiej Mości, a od 1881 carskiej Ochrany.
III Oddział nie miał placówek prowincjonalnych, dlatego poza stolicą Imperium Rosyjskiego – Sankt Petersburgiem – część zadań III Oddziału miał pełnić Korpus Żandarmerii. Żandarmi ci prowadzili śledztwa i przesłuchania (czynnościami operacyjnymi zajmowali się jednak jedynie tajni agenci Ochrany).
17 (4) marca 1917 Rząd Tymczasowy wydał dekret rozwiązujący zarówno Ochranę jak i Samodzielny Korpus Żandarmów.
26 (13) kwietnia Rada Wojenna postanowiła między innymi:
- unieważnić etaty Samodzielnego Korpus Żandarmów i żandarmsko-policyjnych zarządów linii kolejowych z 1912 z wszystkimi uzupełnieniami i zmianami;
- rozformować z dniem 14 (1) maja 1917 Samodzielny Korpus Żandarmów i żandarmsko-policyjne zarządy linii kolejowych[1].